# NGC 382
NGC 382 (również PGC 3981 lub UGC 688) – galaktyka eliptyczna (E), znajdująca się w gwiazdozbiorze Ryb. Odkrył ją 4 listopada 1850 roku Bindon Stoney – asystent Williama Parsonsa. Należy do grupy galaktyk oznaczonej jako Arp 331 w Atlasie Osobliwych Galaktyk Haltona Arpa.
Do tej pory w galaktyce zaobserwowano jedną supernową:
- SN 2000dk, odkryta 18 września 2000 roku przez LOSS, osiągnęła jasność obserwowaną 15,2m.